# Antigono Donati
Antigono Donati (Roma, 20 gennaio 1910 – Roma, 6 gennaio 2002) è stato un politico italiano.
È stato deputato all'Assemblea Costituente, e deputato alla Camera nella I legislatura. Nel 1960 ha fondato a Roma l'Associazione Internazionale di Diritto delle Assicurazioni (AIDA).

## Biografia
Nel 1932 si laureò con lode in Giurisprudenza alla Sapienza e l'anno successivo conseguì, sempre con lode, la laurea in Scienze politiche all'Università degli Studi di Padova. Nel 1938, il professore, accusato di svolgere attività antifascista, fu destituito dalla cattedra che aveva ottenuto per concorso. Ammonito e perseguitato dalla polizia politica, Donati cercò rifugio all'estero, ma mantenne sempre i contatti con i gruppi antifascisti italiani.
Rientrò in Italia dopo la caduta del regime fascista nel 1943 e prese parte alla Resistenza come partigiano. Dopo la Liberazione il professore, reintegrato nella cattedra universitaria, fu tra i fondatori del Partito Democratico del Lavoro e ne divenne vicesegretario generale. Consultore nazionale, deputato alla Costituente, fu eletto alla Camera nella prima Legislatura repubblicana (1948-53).
Ripresa l'attività accademica e l'impegno in campo economico, ad Antigono Donati furono assegnati importanti incarichi, quali la presidenza della Banca Nazionale del Lavoro e dell'Istituto per il commercio estero. È stato inoltre consigliere dell'Istituto Nazionale delle Assicurazioni, dell'Ufficio cambi, del CNEL e dell'ABI.
Dal 1998 la Biblioteca dell'Istituto Nazionale delle Assicurazioni, che raccoglie anche tutte le sue opere scientifiche, porta il nome di Antigono Donati.